# Abbazia di San Giovanni in Venere
L'abbazia di San Giovanni in Venere è un complesso monastico cristiano situato nel comune di Fossacesia, su una collina prospiciente il mare Adriatico a 107 m s.l.m. Il complesso è composto da una basilica e dal vicino convento, entrambi risalenti all'inizio del XIII secolo. La posizione è molto panoramica: è su una collina che domina la costa vicina per diversi chilometri verso nord e verso sud.

## Storia
Ritrovamenti archeologici durante la pavimentazione della piazza antistante l'abbazia fra il dicembre 2006 e febbraio 2007 hanno riportato alla luce una necropoli italica risalente al V secolo a.C..
Il riferimento a Venere deriva da una tradizione che individua un tempio pagano sul luogo dell'attuale complesso (un tempio, secondo alcuni, costruito nell'80 a.C. e dedicato a Venere Conciliatrice). Una traccia di questo tempio sarebbe rimasta nel toponimo Portus Veneris, che designava un approdo posto alla foce del fiume Sangro in epoca bizantina (ovvero fino all'X secolo. Un secondo riferimento a Venere è dato dal fatto che sotto l'Abbazia è ubicata la cosiddetta fonte di Venere, fontana romana dove secondo una tradizione, fino alla metà del Novecento, le donne che desideravano concepire un figlio si recavano ad attingere l'acqua sgorgante dalla stessa. Oggi la fonte è stata restaurata ed è fruibile al pubblico (marzo 2023).
Il culto pagano del tempio venne sostituito da quello cristiano. Sempre secondo la tradizione, il primo nucleo del monastero andrebbe ricercato in un cellario (piccolo ricovero) per frati benedettini, dotato di una cappella, fatto edificare da un certo frate Martino nel 543. Questi avrebbe fatto demolire il tempio pagano, ormai abbandonato, per costruirvi il cellario. La chiesa sarebbe stata intitolata dapprima a San Benedetto, e poi a San Giovanni Battista nell'XI secolo. Il primo documento storico che parla di Sancti Johannes in foce de fluvio Sangro è, però, solo dell'829; tuttavia, recenti scavi (1998) hanno riportato alla luce i resti di un edificio di culto paleocristiano ed alcune sepolture databili al VI-VII secolo.
Sicuramente l'abbazia dovette subire i danni delle invasioni saracene e ungare, ma con la protezione dei conti di Chieti, accrebbe sempre di più il suo potere. La prima menzione della "cella" avviene nel 973. In questo documento, dove la chiesa è menzionata, si ha la donazione del conte Trasmondo I di Chieti di molti beni all'abbazia, dacché venne sottoposta a protezione dei signori abruzzesi, ed entrò anche nelle grazie papali. Intorno all'anno 1015 è documentata la prima espansione del monastero: i Conti di Chieti Trasmondo I e Trasmondo II fecero ampliare il cellario, trasformandolo in un'abbazia cassinese, e donarono agli abati vasti terreni e diritti di pedaggio sul vicino Portus Veneris. Dell'impianto longitudinale di questo primo intervento rimane il portale, reimpiegato per l'attuale accesso al chiostro del monastero.

Dal VIII sec. fino alla metà del XII. sec. il territorio entrò a fare parte del Sacro Impero e nel 1047 all'Abbazia fu concessa la protezione imperiale. Intorno al 1060 l'abate Oderisio I, temendo incursioni saracene ma anche l'avanzata dei Normanni verso la Contea di Chieti, fece fortificare il monastero sul lato occidentale, come ancora nel XVIII secolo testimoniava un'epigrafe contemporanea all'opera, e fondò il castrum di Rocca San Giovanni. In occasione di questa fortificazione, l'antica fonte romana venne inserita all'interno del circuito murario del monastero per proteggerla.

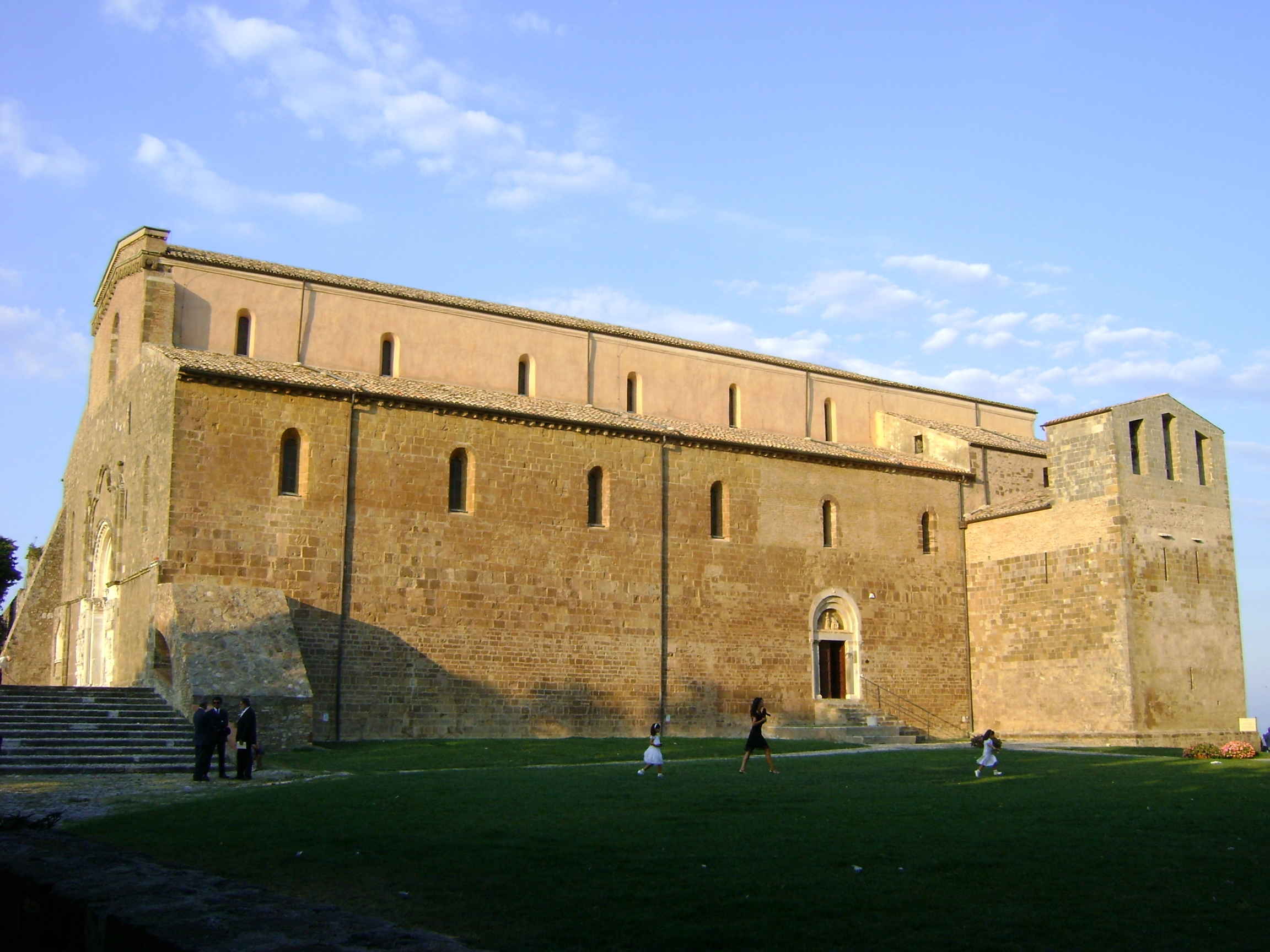
L'abbazia vista dal piazzale antistante.

Nella seconda metà dell'XI secolo l'abate Oderisio I di Collepietro-Pagliara fece costruire la torre campanaria, alla quale si saliva dalla cripta, e nel cui pavimento venne sepolto alla sua morte, avvenuta forse nel 1087: la tomba fu segnalata da un epitaffio in marmo in parte ancora leggibile nel XVIII secolo e interamente trascritto dall'Antinori.
La planimetria attuale, di evidente matrice romanica, risale al periodo che va dal 1080 al 1120. Come altre abbazie abruzzesi benedettine (quali San Clemente a Casauria e San Liberatore a Maiella) si rifà al modello dell'abbazia di Montecassino, ristrutturata in quegli anni dall'abate Desiderio (il futuro papa Vittore III).

Nel 1090 l'Abate Giovanni II fece compilare un Indice delle chiese e dei beni immobili dell'Abbazia. Dal punto di vista politico, in quegli anni l'abate di San Giovanni era il più grande feudatario ecclesiastico del Regno di Sicilia: grazie ai privilegi concessi dai signori prima franchi e poi normanni, l'abbazia si era arricchita di vari feudi nella costa abruzzese e nella valle del Sangro. Secondo il normanno Catalogus Baronum (redatto tra il 1150 ed il 1168), possedeva parte dei territori delle attuali province di Chieti e Pescara, da Vasto ad Atri passando per Lanciano, Ortona, Francavilla, Pescara e Penne. Inoltre, aveva vasti possedimenti nelle regioni circostanti, in un'area che andava da Ravenna fino a Benevento. Il cenobio era divenuto un'istituzione sociale oltre che religiosa. In caso di guerra, era in grado di fornire al re 95 cavalieri e 126 fanti armati. I suoi abati, per di più, non dipendevano dalle diocesi locali, ma avevano dignità vescovile: l'abbazia, infatti, godeva dello status di nullius dioecesis. Il patrimonio abbaziale si arricchì ulteriormente del feudo di Guasto d'Aimone (l'odierna Vasto), con la bolla del 1173 di papa Alessandro III.

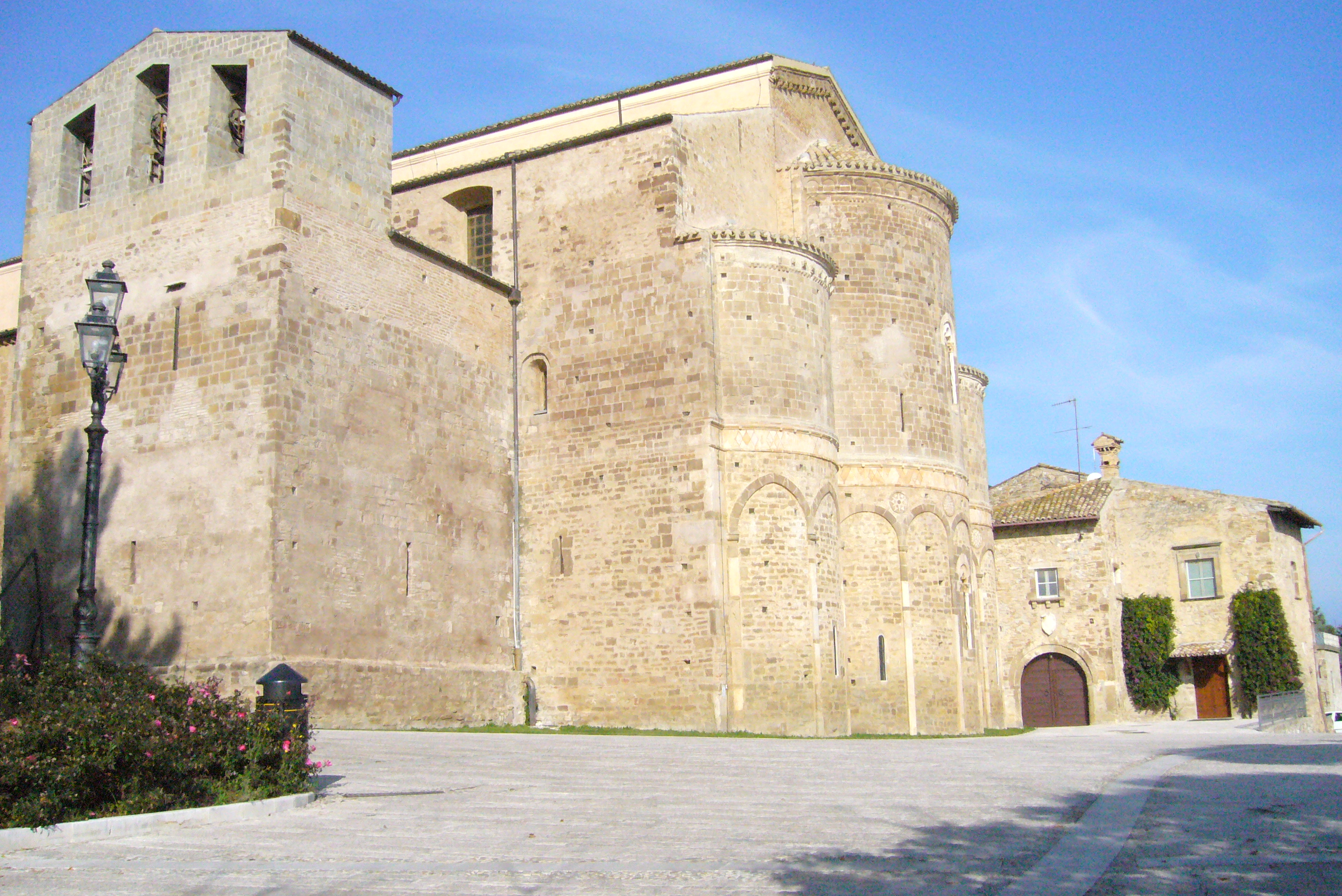
Il campanile e le absidi

L'abbazia era anche un importante centro culturale per la formazione religiosa, tanto che nella seconda metà del XI secolo vi si ritirò il teramano Berardo da Pagliara, al fine di condurre una vita di studio e preghiera. Alla morte del vescovo di Teramo Uberto, nel 1116 Berardo venne esortato dai cittadini a fare ritorno in città, dove ne divenne vescovo e, a seguito della sua morte nel 1122, santo patrono.
Nel XII secolo l'abbazia raggiunse il culmine del suo splendore. Nel 1165, forse a seguito di un terremoto che colpì la chiesa intorno al 1125, l'abate Oderisio II di Collepietro-Pagliara diede il via ai lavori per la costruzione della nuova chiesa e di un monastero molto più grande, che si conclusero intorno al 1204. La ricostruzione dell'impianto si realizzò sulla precedente impostazione planimetrica, introducendo un metodo costruttivo di derivazione borgognona cistercense, cioè una novità nel panorama architettonico abruzzese, poiché i Cistercensi si stavano affermando proprio nella prima metà del Duecento, nella valle della Pescara, con i cenobi di Santa Maria di Casanova e Santa Maria d'Arabona.
Se la chiesa è quella che vediamo ancora oggi (benché spogliata di tele e sculture), il monastero attuale è solo una piccola parte di quello che doveva essere intorno al 1200. Pare che ospitasse stabilmente dagli 80 ai 120 monaci benedettini, in una struttura dotata di aule studio, laboratori, una grande biblioteca ed un ricco archivio (i cui testi sono oggi custoditi a Roma), locali per gli amanuensi, due chiostri, un forno, un ambulatorio, delle stalle, un ricovero per i pellegrini ed altro ancora.
Altri lavori furono effettuati fra il 1225 e il 1230, quando l'abate Rainaldo fece rinnovare parti dell'impaginato decorativo, come il portale della Luna (realizzato da un tal Rogerio sotto l'abate Oderisio, e poi abbellito con il gruppo scultoreo della "Deesis") e le finestre absidali. La chiesa, dopo ulteriori interventi di ultimazione nel Trecento, venne definitivamente completata nel 1344 dall'abate Guglielmo II.
Nel Trecento cominciò il declino dell'abbazia, che si impoverì e dovette vendere gran parte dei suoi beni. Non riuscì più a pagare le imposte alla Curia romana e per questo, dal 1394, fu soggetta ad abati commendatari, cioè nominati dal Papa anziché eletti dal Capitolo dell'abbazia.
Nel 1585, papa Sisto V concesse in perpetuo l'abbazia e quanto rimaneva del suo feudo alla Congregazione dell'Oratorio di San Filippo Neri. Nel 1626, i Filippini concessero la giurisdizione religiosa dell'abbazia e dei paesi che da essa dipendevano all'arcivescovo di Chieti. Nel 1871, infine, il neonato Regno d'Italia confiscò il monastero ed i suoi beni alla Congregazione. Nel 1881 l'abbazia fu dichiarata monumento nazionale ed assegnata in custodia agli stessi Filippini.
I decenni successivi ne segnarono il progressivo degrado, causato dalla scarsa manutenzione, da alcuni terremoti e, infine, dai bombardamenti della seconda guerra mondiale, che danneggiarono soltanto il chiostro, grazie a un accordo con gli angloamericani che ne impediva il bombardamento totale. Nel 1948 il cenobio fu restaurato. Nel 1954 vi si è stabilita una comunità di Padri Passionisti, che da allora provvedono agli interventi di manutenzione. Dagli anni cinquanta in poi, una lunga serie di restauri ha restituito la chiesa e ciò che rimane del monastero. La sempre maggiore diffusione nei circuiti culturali ha diffuso sempre più la conoscenza dell'Abbazia, citata anche nelle riviste dell'UNESCO.
Dal dicembre 2014 il Ministero per i beni e le attività culturali la gestisce tramite il Polo museale dell'Abruzzo, nel dicembre 2019 divenuto Direzione regionale Musei.

## La chiesa

### Esterno

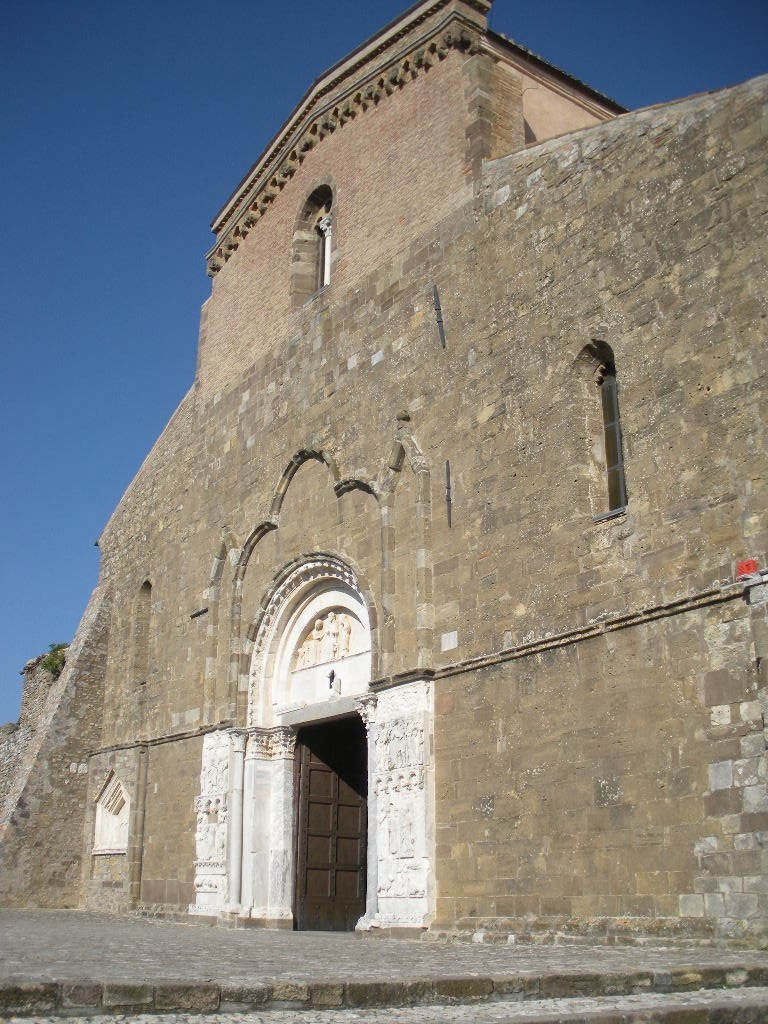
La facciata con il portale della Luna

#### La facciata
La facciata principale rivolta ad ovest, fu realizzata nel 1225-1230 sotto l'abate Rainaldo, anche se la struttura era stata completata in parte all'epoca di Oderisio II, per quanto riguarda le sculture del portale della Luna. La facciata presenta un coronamento a salienti, concluso da un timpano al di sotto del quale si trova una cornice a gola, sostenuta da un ordine di archetti semicircolari poligonali. Un'altra cornice a gola, che rimanda alle caratteristiche degli edifici cistercensi, e dunque realizzata nella metà del XIII secolo, taglia orizzontalmente il prospetto all'altezza della linea d'imposta della lunetta del portale. Ancora una cornice, eseguita nel periodo di Rainaldo, dà al portale un coronamento trilobato con pinnacoli laterali.
In corrispondenza delle navate laterali si aprono finestre polilobate e in alto, sotto il timpano centrale, c'è una bifora centrale decorata da archetti trilobati, che illuminava la navata centrale, il che rende la facciata molto simile a quella dell'ordine mendicante dei Domenicani a Teramo.
Nella parte bassa a nord-est si trova il dossale della tomba dedicata all'abate Oderisio: il monumento ha 5 cornici digradanti all'interno delle quali è inserito una sorta di dittico marmoreo, contenente un'incisione dell'epigrafe commemorativa, in cui è attestato il nome dell'esecutore Rigerio. Elemento di massimo rilievo è il grande portale della Luna o "degli Uomini", del 1230, che è fiancheggiato da due alti fregi scolpiti, eseguiti durante il governo di Oderisio: due grandi ante marmoree affiancate alle colonne. Al loro interno su quattro registi sovrapposti, intervallati nel mezzo da un motivo decorativo, sono narrate:
- Infanzia e la prima maturità del Battista (destra): lettura da destra verso sinistra, San Giovannino infante in mano alla madre, San Giovanni adulto che si separa dalla madre, San Giovanni tra i Farisei con la Parola di Dio tra le mani, dopo aver viaggiato nel deserto. Il rilievo è sovrastato dall'immagine di due pavoni che si abbeverano a un'anfora. A destra si osserva un fregio decorativo, sotto:
- l'Imposizione del nome e la Circoncisione del Battista - Annuncio dell'Angelo a Zaccaria, sotto una cornice di arcatelli con quattro rosoncini di tradizione abruzzese;
- Daniele nella fossa dei leoni - Profeta Abacuc trasportato per i capelli da un angelo.

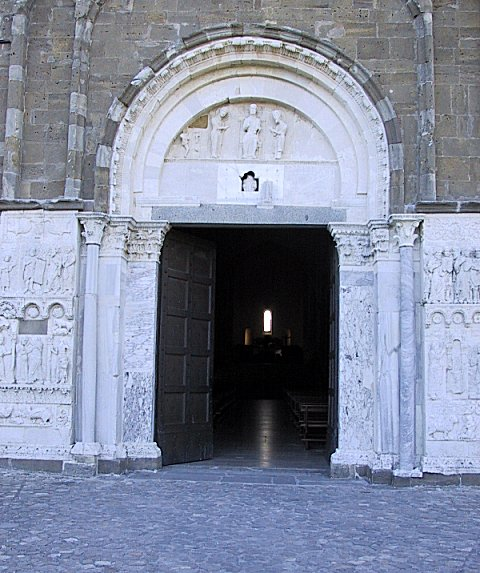
Portale detto "della Luna"

L'Annunciazione è molto ben elaborata, e occupa gran parte dell'anta in pietra, l'Arcangelo è sulla sinistra in atto di posarsi con le ali dispiegate, tra lui e Maria inginocchiata vi è un tempietto, elemento decorativo della casa della Vergine. Il profeta Abacuc è invece realizzato secondo alcuni schemi dell'arte pagana, è al centro in atto di preghiera, i due leoni sono posti lateralmente con i musi rivolti verso l'uomo. I musi e le criniere sono molto arrotondate, e presentano i tratti caratteristici di queste belve nell'arte romanica.
Vari studiosi hanno individuato somiglianze in questo ciclo e in quello delle storie di San Zeno a Verona, dunque pare possibile che il ciclo di Fossacesia avessero risentito dell'influsso romanico padovano. Si tratta del primo esempio di scultura narrativa in Abruzzo: alla base delle due ante, c'è una zoccolatura decorata con foglie d'acanto rovesciate. Affiancate a ciascuno dei due grandi fregi, sui lati del portale, sono inserite due colonne impostate su basi dallo stile discordante. La parte alta è decorata da capitelli a forma di campana, ornati con foglie dallo stile naturalistico, con abachi. Al periodo di Rainaldo è datata la lunetta, che vide la distruzione parziale delle precedenti modanature per l'inserimento. La lunetta che mostra il gruppo della Deesis, il Cristo in maestà tra la Vergine e il Battista, è il principale esempio di decorazione a rilievo del portale, dopo quello di San Clemente a Casauria, si caratterizza soprattutto per l'espressività teatrale dei volti, che già acquistano un aspetto che andrà a confluire nell'arte gotica, essendo ormai privi della staticità ieratica dello stile romanico. C'è ricercatezza anche nella decorazione del panneggio delle vesti, benché non vi sia ancora piena padronanza della plasticità dei volumi.
La lunetta presenta in alto questo gruppo della Deesis, in basso reca i resti di un altro gruppo scultoreo, oggi ridotto in frantumi, che prevedeva in origine le figure di San Romano, di cui rimane la scritta, San Benedetto, che si trova all'interno di una nicchia, e San Rainaldo, conservato in frammenti. Si pensa che la composizione originaria fosse stata smontata e sostituita da quella più aggiornata della Deesis. Questa lunetta insieme a quella di San Clemente fece scuola in Abruzzo ai futuri maestri scalpellini, tra cui Nicola Mancino di Ortona e Francesco Petrini di Lanciano. Il secondo portale di lato, "delle Donne", quello accessibile dal giardino dell'abbazia, al termine del viale alberato, è altresì romanico, a tutto sesto, ritraendo a rilievo una Madonna col Bambino e un angelo (Gabriele?). Il gruppo non è all'altezza stilistica del portale della Luna, anche perché è piuttosto mutilo, tuttavia l'artista cercò di dare più effetto plastico alle figure, sarebbe stato realizzato, come dice l'iscrizione, nel 1204 da un tal Alessandro.

#### Prospetto laterale

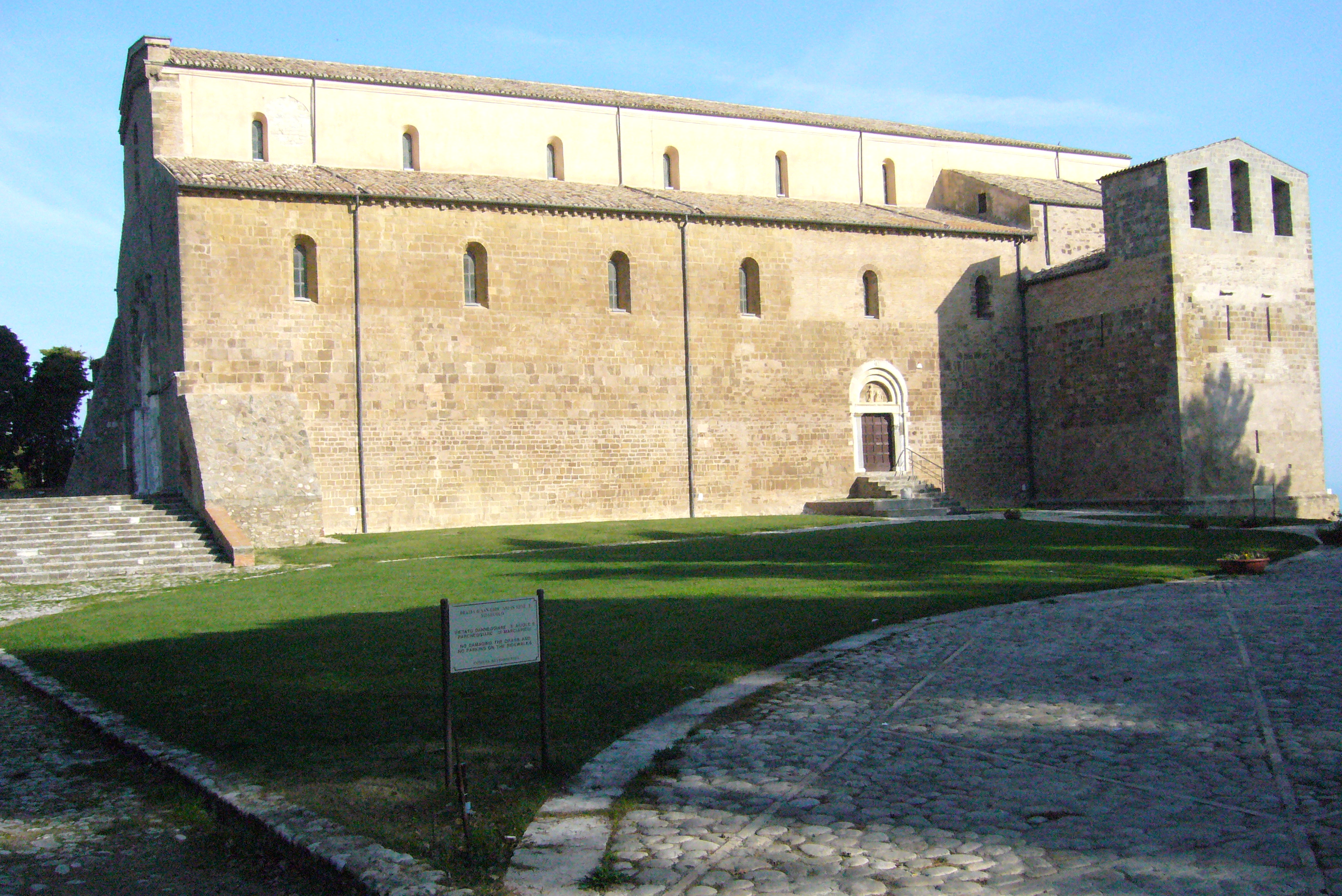
Prospetto laterale

Il prospetto meglio conservato e maggiormente integro dell'esterno della chiesa, per quanto riguarda l'uso dei materiali è quello a nord-est, che presenta nella zona corrispondente alla navata centrale, un apparecchio murario a conci irregolari. L'intervento fu messo in pratica durante il governo del commendatario Latino Orsini, per ricostruire l'abbazia dopo il terremoto del 1456, che aveva danneggiato le navate laterali e il chiostro del monastero. Il tratto sopra le navate laterali presenta un partito decorativo assai interessante: una cornice a gola percorre l'intera parete all'altezza del piano d'imposta degli archi delle finestre. Ai lati delle finestre la cornice sostiene esili colonnine che raggiungono l'elegante coronamento costituito da una serie di mensole decorate che sorreggono archetti pensili, al cui interno sono scolpiti fiori, stelle, croci.
Le aperture sulle pareti della navata centrale sono delle monofore, caratterizzate da semplice arco a strombatura; le decorazioni murarie sono lacunose nel prospetto sud-ovest, forse per il fatto che questa parte fu danneggiata dal terremoto del 1456. Tale terremoto dovette danneggiare anche l'antica torre campanaria rettangolare, di cui resta integra la base, insieme al corpo centrale. La parte superiore con i tre archi per le campane è stata realizzata dopo la seconda guerra mondiale, già prima, come dimostrano delle fotografie storiche, il campanile era stato arrangiato con la decorazione di una sola piccola vela.

#### Absidi

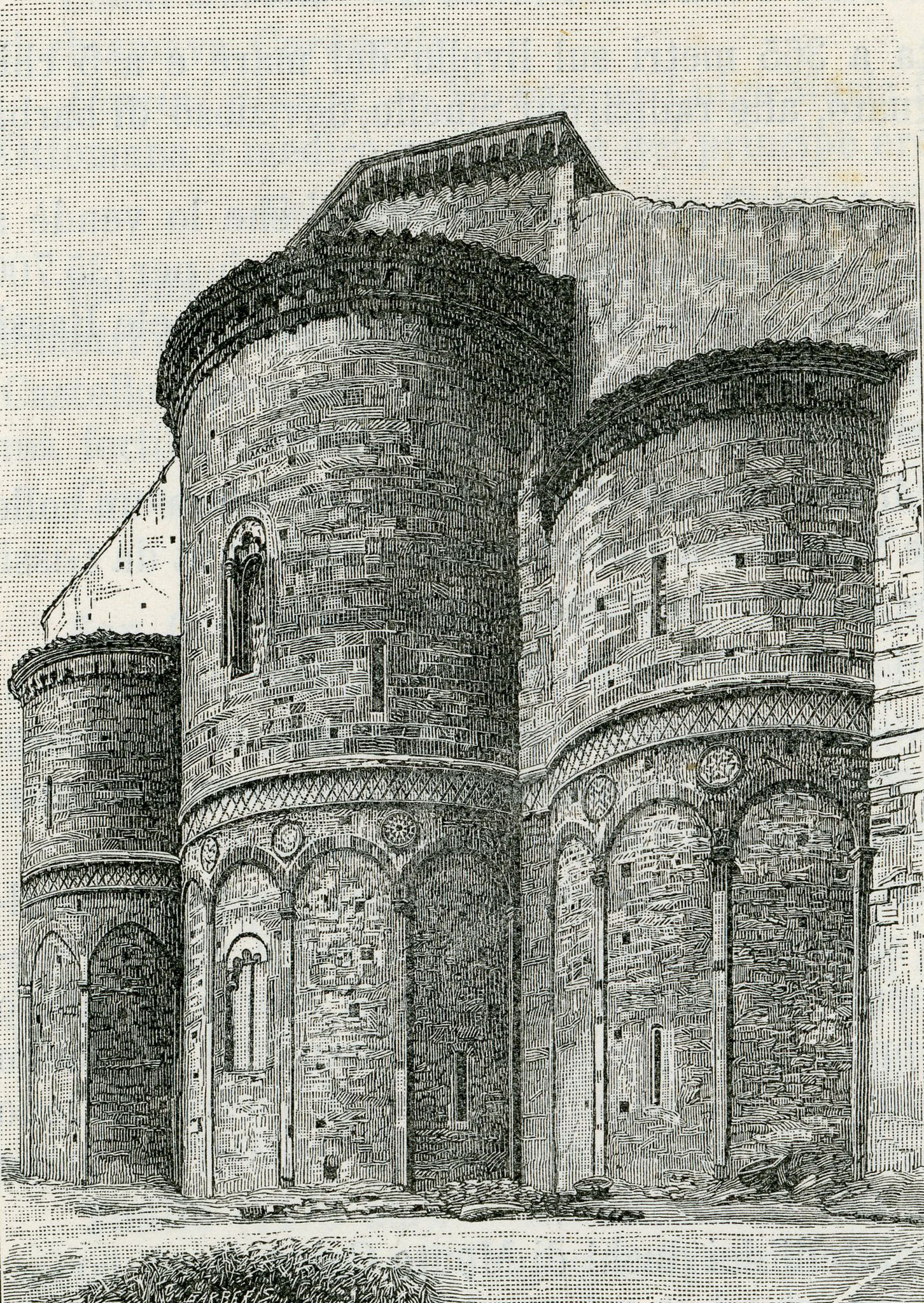
Incisione delle absidi del 1898

Sul retro della basilica, rivolte verso il mare, si trovano tre absidi, una per ogni navata. Diversi sono gli elementi stilistici che le caratterizzano: meridionali siciliani, romanico lombardi, borgognoni cistercensi. La base presenta una successione di sottili lesene, a sostegno di arcate cieche. Quelle corrispondenti alla navata centrale e sinistra sono a tutto sesto, e si caratterizzano per la presenza, all'interno degli spazi convessi, di medaglioni policromi con vari motivi geometrici a stella.
L'articolazione del prospetto di queste tre absidi è tipica delle costruzioni protoromaniche. Ci sono stati da parti della critica confronti sia con le absidi del duomo di Monreale che con gli esempi campani del duomo di Casertavecchia, soprattutto per quanto riguarda l'influsso chiaramente meridionale della parte mediana delle tre absidi fossacesiane. L'abside a ovest si differenzia per l'assenza di rosoni e per la diversa forma delle arcate, a sesto acuto anziché a tutto sesto; ciò avvenne, forse, non per un cambio del registro stilistico, ma per via di una frettolosa ricostruzione successiva a un crollo per terremoto. L'apparato murario della zona della base è irregolare, ed è separato dalla parete superiore mediante una fascia marcapiano in pietra, decorata con tarsie a losanga. La fascia è infine sormontata da una cornice aggettante.
Questa porzione decorativa di gusto normanno siculo, è riferibile sicuramente al periodo di Oderisio II, quando i Normanni erano divenuti i signori d'Abruzzo e indubbiamente vista l'importanza del cenobio, erano state molto probabilmente chiamate maestranze da Palermo, nuova capitale del Regno di Napoli. Una serie di feritoie si apre su tutte le tre absidi, in quelle laterali ve ne sono due in asse, una nella parte bassa e una al livello superiore; nell'abside centrale ce ne sono 4, 2 presso la base, e 2 sopra. Altre aperture nell'abside di mezzo sono monofore a tutto sesto decorate da un arco trilobato in marmo bianco, sorrette da colonnine tortili con capitelli a foglie, racchiudenti piccole figure umane. Dunque queste absidi furono completate intorno al 1225. I cilindri superiori sono coronati da una cornice composta da fascia ad archetti, a loro volta sovrastati da sequenza di dentelli. A coronamento degli spioventi, all'altezza della navata centrale, vi è una seconda cornice di matrice borgognone, che richiama quella posta sul fianco settentrionale della chiesa.

### Interni

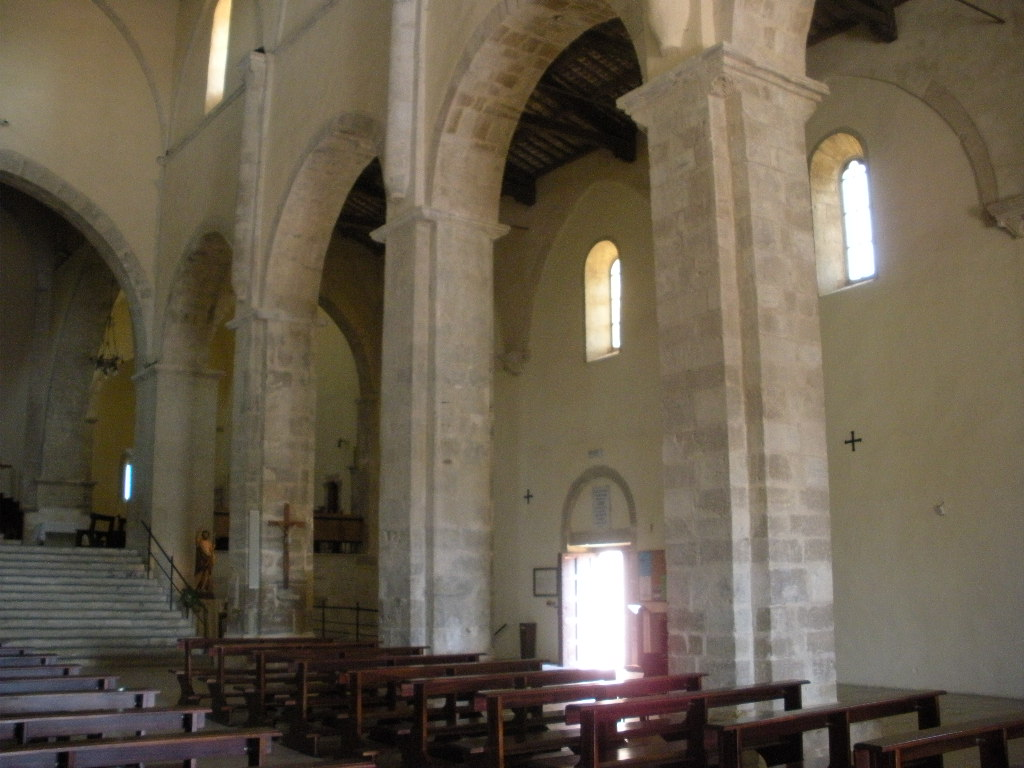
Navata destra

La configurazione dell'impianto interno, con assenza di transetto sporgente e successione di archi su pilastri, mostra una sua derivazione dall'abbazia romanica di Montecassino, come era stata configurata durante il governo di Desiderio. San Giovanni in Venere è impostata su uno spazio longitudinale molto ampio, dettato dalle esigenze religiose, diviso in tre navate da pilastri, il cui utilizzo al posto delle colonne rispecchia una scelta comune a molte chiese benedettine abruzzesi, come San Clemente a Casauria, rispondono sia a caratteri estetici, mirante a creare un effetto plastico, che ad esigenze di sicurezza, a causa della sismicità dei vari territori della regione, tra cui anche la val di Sangro.
L'abbazia non utilizza i pilastri a sezione orizzontale quadrata, come ad esempio in San Clemente a Casauria, preferendola sezione cruciforme, come fece anche la fabbrica di San Pelino a Corfinio, i pilastri presentano basi modanate con tori, scozie e listelli diversamente articolati.
La stessa suddivisione si ritrova in funzione delle decorazioni dei capitelli, che mostrano varie soluzioni sia di ornato che di raccordo ai pilastri. Alcuni capitelli sono a dentello, tortiglione e listello, elementi tipici benedettini; in San Giovanni sono però resi in maniera più semplificata, rispetto a San Liberatore a Maiella. Ciò può essere considerato un elemento a favore dell'impostazione planimetrica voluta da Desiderio per i cenobi benedettini dipendenti da Montecassino. Di interesse anche la presenza di archi a tutto sesto nella navata destra e di archi a sesto acuto nella navata sinistra; questi sono a doppia ghiera, soluzione diffusasi in Abruzzo nella fine del XII secolo, come in San Clemente a Casauria.
Con scopo di conservare omogeneità, la doppia ghiera è stata inserita solo verso la navata interna e non verso la centrale, dove erano previsti archi a tutto sesto. Nella navata centrale al di sopra delle cornici dei pilastri, si notano semicolonne pensili impostate su "culots", tipico elemento borgognone, che svela l'intervento di maestranze cistercensi; la collocazione però è insolita, poiché negli esempi francesi sono sempre al di sotto delle cornici del primo ordine di semipilastri.
Un analogo esempio è presente nella chiesa di Santa Maria Maggiore di Lanciano, dove solo due semicolonne sono innestate sopra le cornici del primo ordine, a sostegno dell'arco trionfale dell'altare. Le semicolonne di Fossacesia si concludono con capitelli modesti della struttura a campata rispetto alla chiesa di Lanciano, alcuni con un accentuato rilievo a fogliame. Di matrice borgognona è anche la cornice snella che scorre sulle pareti della navata centrale, interrompendosi solo su quella occupata dall'arco trionfale. Le finestre sono quasi tutte monofore, si inseriscono sui lati all'interno di arcate cieche impostate su capitelli a mensola. Le navate erano a volta, come testimonia una relazione del Catasto del 1655, tuttavia sono crollate, non si sa per l'incendio dei turchi del 1566, oppure per un evento tellurico che colpì la val di Sangro nel primo Settecento.
Sono state sostituite da capriate lignee, rialzate in corrispondenza del presbiterio del 1627, decorate a piccole formelle con motivi geometrici triangolari nelle navate minori, mentre nella navata centrale ci sono motivi vegetali; il transetto è sollevato rispetto al corpo principale, al quale si collega con una gradinata, larga come la navata centrale, attraverso un arco di trionfo con apertura al livello del primo ordine. Due archi a sesto acuto dividono l'ambiente in tre parti, con larghezza pari a quella di ciascuna delle tre navate. Sopra gli archi sono impostate due volte a crociera con costoloni, la cui sagoma richiama quella di Santa Maria Maggiore di Lanciano, crociere semplici coprono le zone laterali relative alle absidi minori.
L'elevato dislivello tra navate e transetto si giustifica con la presenza di una grande cripta, tra le più grandi delle abbazie abruzzesi.

### Cripta

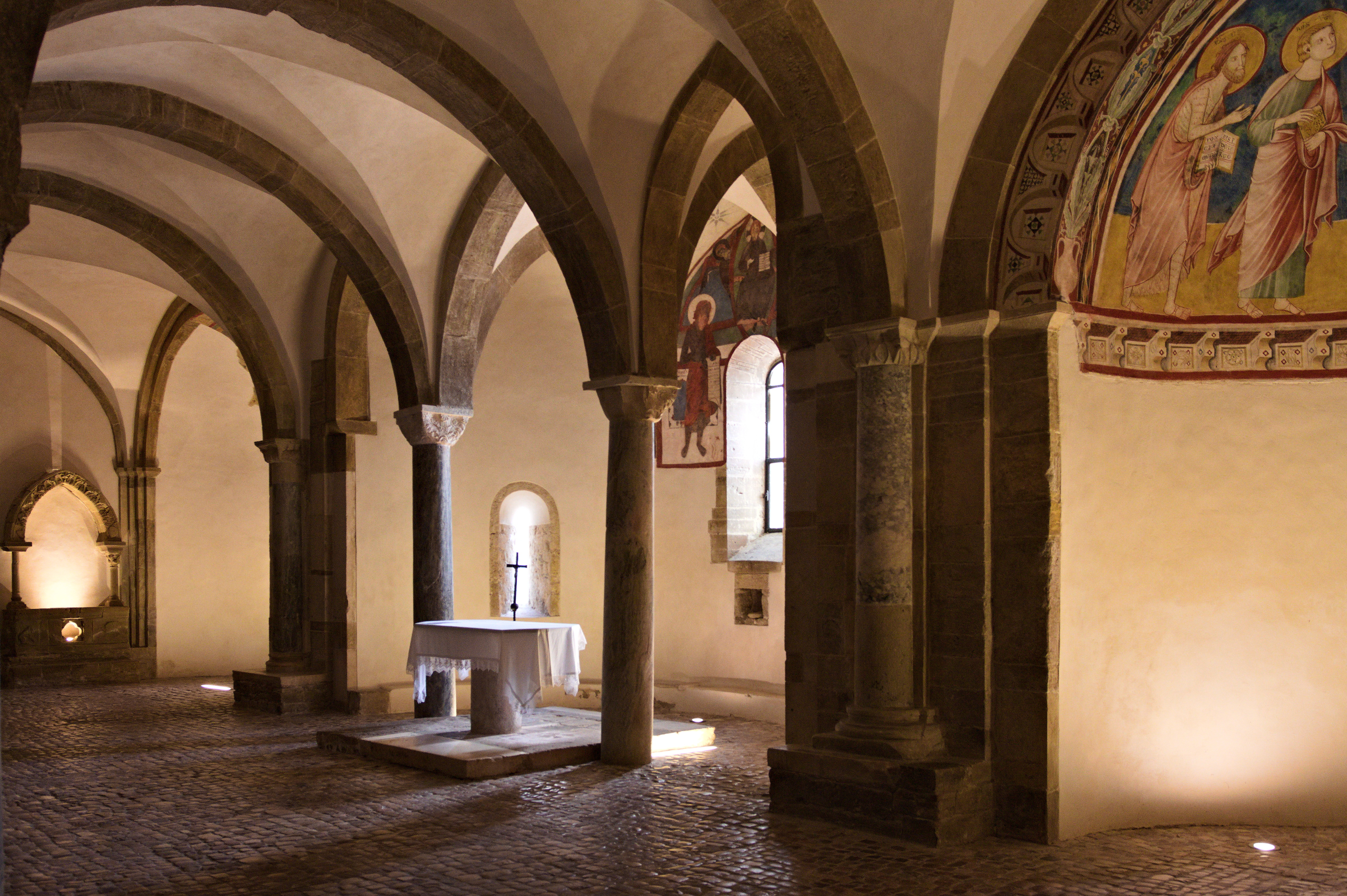
La cripta affrescata

Pare che sia il rimasuglio dell'abbazia originaria, impostatasi sulla pianta circolare del tempio di Venere, e poi modificata con le tre grandi absidi. La pianta è rettangolare con le absidi, cinque navate longitudinali e due trasversali; quattro colonne dividono l'ambiente in 10 campate scandite da arcate a tutto sesto e sesto acuto. Le 6 campate longitudinali con l'abside centrale sono coperte da volte a crociera a sesto acuto, le restanti 4 da crociera a tutto sesto. L'interno ad eccezione della parte delle absidi laterali, è percorso da un bancale all'altezza di 30 cm, elemento frequente nelle cripte benedettine. Dal bancale sporgono basi su cui poggiano semicolonne, collegate alla fuga delle arcate. Le quattro colonne centrali, tre delle quali contengono elementi di reimpiego dal tempio di Venere, mostrano fusti a marmo cipollino scuro, materiale utilizzato per la realizzazione di tre delle semicolonne addossate alle pareti. Le colonne erano molto più alte, e sono state portate allo stesso livello venendo tagliate, e dotate di inserimento di zoccoli, abachi, capitelli di varia dimensione.
Dunque il materiale di reimpiego del tempio pagano veniva usato per risparmio economico, ma anche per "riconvertire" lo spazio pagano al culto cattolico. Ai lati dell'altare, due colonne senza basi sostengono gli archi di trionfo, dalle linee di archi e colonne, si intuisce una probabile frettolosità dell'esecuzione, dimostrata anche dal taglio e riutilizzo di lapidi con iscrizioni romane dell'antico tempio, disposte a casaccio tra una parete e l'altra. Addossato alla parete est (di sinistra), si trova il monumento funebre del conte Trasmondo II di Chieti, risalente alla fine del XII sec., in stile tardo romanico, abbellito da un arco a sesto acuto decorato da ornamenti floreali e vegetali.
Il monumento tuttavia è piuttosto ridotto per le dimensioni, e si è pensato che forse in origine fosse un reliquiario, che poco dopo la morte di Trasmondo ne avesse conservato i resti.

#### Gli affreschi
Interessante è la decorazione di affreschi, ve ne sono 5 appartenenti ad epoche diverse. Il più antico è quello dell'abside centrale, del XII secolo, oppure realizzato intorno al 1230: è raffigurata l'immagine di Cristo dentro un'ellissi verticale, che benedice con una mano, e con l'altra regge il Vangelo; è affiancato da San Giovanni Battista sulla sinistra, e San Benedetto sulla destra; ai piedi di costui si trova un monaco, Provenzanus. Sulla destra si vede la figura della Vergine seduta col Bambino, ai piedi l'Arcangelo Michele e San Nicola di Bari, l'affresco risale alla fine del XIII secolo, per i caratteri d'impostazione della figura, la figura semi-ieratica con lo sguardo rivolto verso lo spettatore, la testa tondeggiante sulla sinistra della composizione, e il Bambino spostato a destra, con la testa grandeggiante e rotonda come quella della Madre, lo sguardo che risente ancora di alcuni influssi bizantini. In basso a sinistra si trova raffigurato il monaco Agostino.
Nell'abside laterale sinistra c'è il Cristo in trono con San Vito e San Filippo, mentre sull'abside destra il Cristo in trono con i Santi Giovanni Battista ed Evangelista e i Santi Pietro e Paolo, Pur presentando varie differenze, questi affreschi possono essere ricondotti al medesimo ambito culturale romano toscano, e datati alla fine del XIII secolo. Nella figura del Cristo tra San Vito e San Filippo si vedono tratti quasi giotteschi, per la realizzazione del volto, mentre l'affresco più famoso e monumentale del Cristo seduto in trono su un cuscino, tra i due santi Giovanni e i Santi Principi della Chiesa, presenta elementi tipici della pittura toscana per quanto riguarda la decorazione dell'ambiente e della ricercatezza del trono. I due Giovanni sono contrassegnati dal nome, mentre San Pietro è raffigurato con le chiavi, San Paolo stempiato brandisce una spada.

### Il monastero

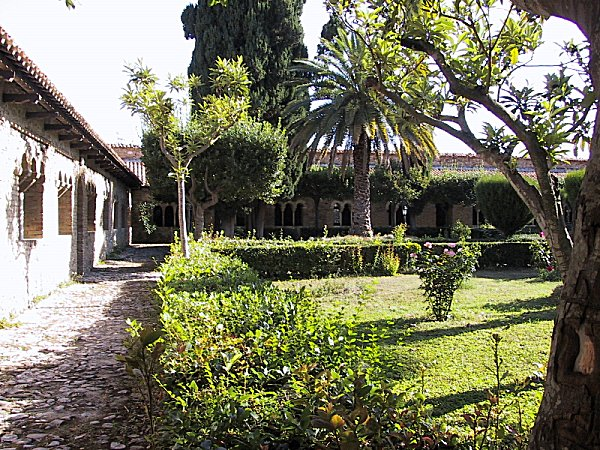
Il chiostro

Del monastero originario rimangono tracce nell'area dell'attuale convento (sul versante orientale, vicino al campanile interno): era una struttura a rettangolo allungato, su quattro livelli, con accesso sopraelevato, rifatta e restaurata in età rinascimentale. All'abate Oderisio II si deve il chiostro duecentesco che si svolgeva su tre lati (in gran parte ricostruito nella prima metà del Novecento) con trifore con colonnelle in marmo ed abaco a stampella. Sui tre lati si sviluppava il complesso abitativo e produttivo benedettino del XIII secolo, di cui rimane visibile l'attuale area conventuale e parte del settore settentrionale basso (più vicino all'ingresso alla chiesa), caratterizzata da strette feritoie (arciere).
Dal secondo ingresso, dall'interno, quello dell'abate Oderisio poi rimontato, che presenta caratteristici motivi animalistici dell'epoca franco-normanna, si accede al chiostro quadrato porticato, con una serie di intervalli ad archetti a tutto sesto. L'interno del chiostro è stato abbellito con varie piante e un percorso a croce di strade che termina al centro con una statua in ferro del Crocifisso. A causa dell'abbandono del monastero dal XVIII secolo, molte colonnine e capitelli compositi romanici furono distrutti o rubati, e sostituiti da modesti rifacimenti in pietra. Uscendo dal portale oderisiano, si trova sulla destra una piccola edicola con due archi a tutto sesto, e un sarcofago ricomposto, costituito da vari materiali, con iscrizione dedicatoria del 1948, anno del restauro. Vi si trova poi la casa dell'abate con alcuni stemmi e fregi appesi alle mura, e poi l'inizio del portico, dove si trovano vari elementi dell'antico tempio di Venere, riportati alla luce con gli scavi, tra cui una grande colonna in marmo conservata nella sua effettiva lunghezza. Infine una lapide con iscrizione gotica del XIV secolo.
L'abbazia era provvista anche di un punto di difesa, il villaggio di Rocca San Giovanni, a poca distanza da Fossacesia, edificato proprio a guardia dell'abbazia. Alcune gallerie sotterranee inducono a pensare che vi fosse un percorso sotterraneo di almeno 5 km, che dall'abbazia portasse direttamente alla Rocca, nei momenti di minaccia bellica per l'incolumità della comunità benedettina fossacesiana. Con i bombardamenti della seconda guerra mondiale, molte parti del cunicolo sono crollate.

### Giardino belvedere e Fonte di Venere

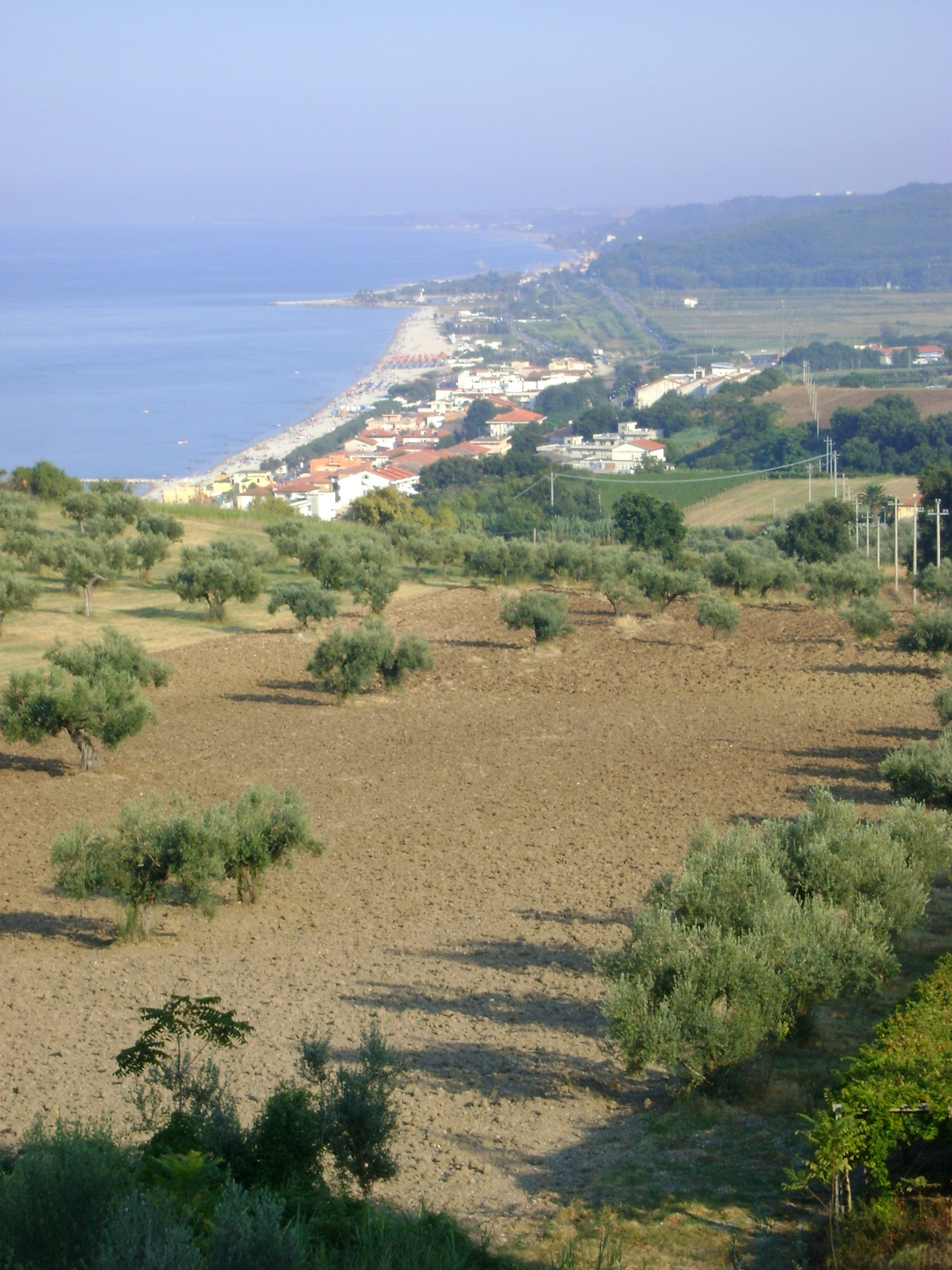
Vista di Fossacesia Marina dal belvedere

Il Belvedere dell'abbazia si raggiunge costeggiando le absidi, vi si trova l'affaccio sul mare, il piccolo orticello dei monaci con un olivo secolare risalente al XII secolo, e seccatosi nel 2015. Il Belvedere si trova sullo sperone tufaceo al termine di un piccolo viale di abeti mediterranei, dalla cancellata è possibile ammirare la costa dei Trabocchi e il promontorio dannunziano a nord, e la Marina di Fossacesia e il Lido di Casalbordino a sud.
La Fonte di Venere si trova poco dopo l'orticello dei monaci, lungo la strada che dall'abbazia porta alla Marina di Fossacesia. Secondo alcuni avrebbe origini romane, sicuramente fu usata sin da subito dai Benedettini per attingere l'acqua per l'orto, e fu ristrutturata nel XVIII secolo, come la si vede oggi, con una vasca rettangolare e blocco da cui sgorgano le cannelle. Tuttavia nel 2019 è stato presentato un progetto del Comune per il recupero del bene, restituito al pubblico nel marzo 2023.